# حرب تجارية

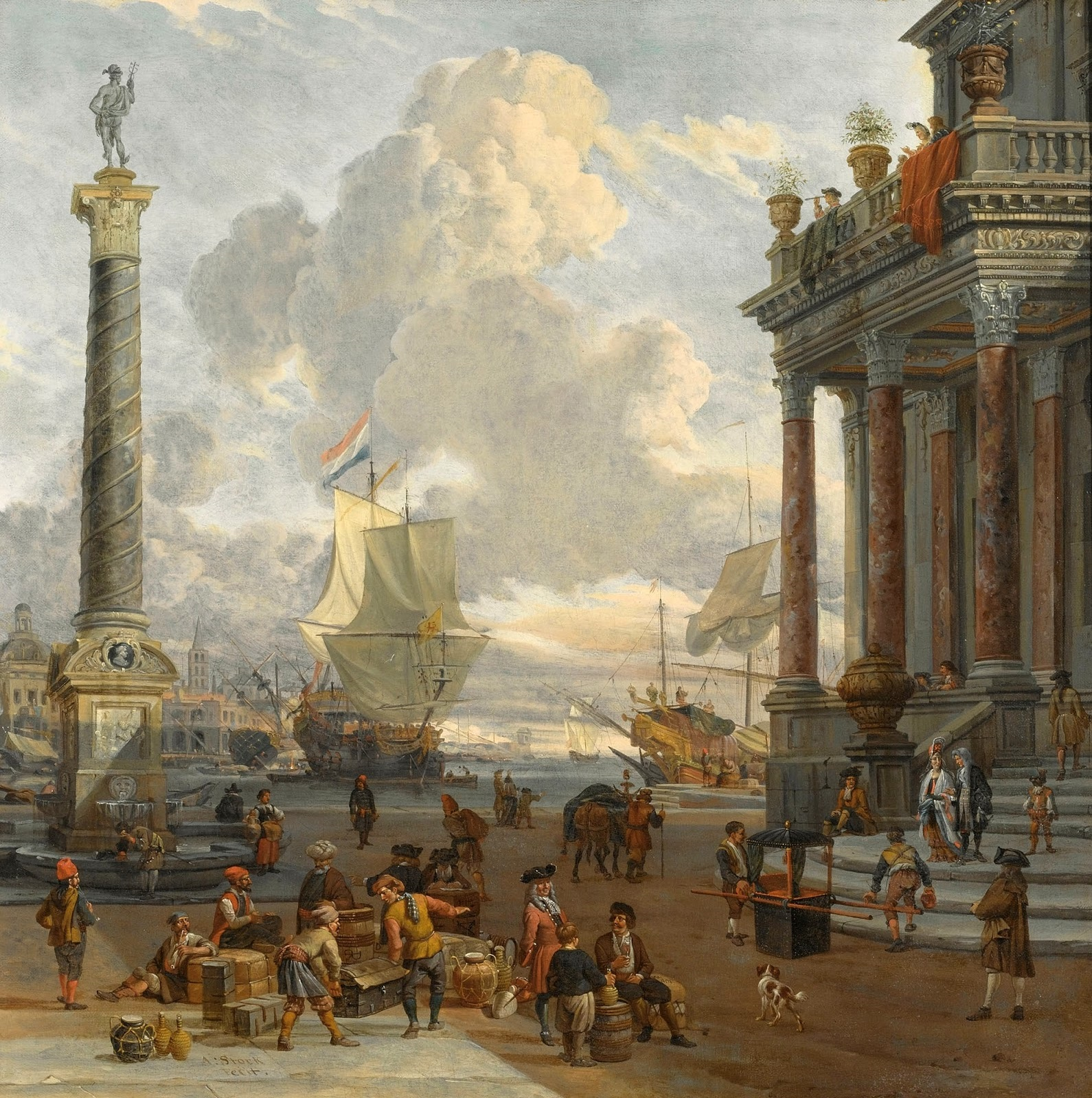

الحرب التجارية (بالإنجليزية: Trade war)‏ هو مصطلح يشير إلى قيام دولتين أو أكثر بفرض رسوم جمركية أو حواجز تجارية على بعضها البعض ردًا على حواجز تجارية أخرى. تؤدي الحماية الاقتصادية إلى اتجاه المخرجات الاقتصادية لكلتا الدولتين إلى وضع الاكتفاء الذاتي.